# CDS/ISIS
CDS/ISIS es un paquete de software para los sistemas de almacenamiento y recuperación de información no-numérica (Information Storage and Retrieval systems) desarrollado, mantenido y diseminado por UNESCO. Fue primero lanzado en 1985 y desde entonces más de 20,000 licencias han sido entregadas por UNESCO y una red mundial de distribuidores. Está diseñado en particular para aplicaciones bibliográficas y es utilizado por catálogos de bibliotecas pequeñas y medianas. Existen versiones en árabe, chino, inglés, francés, alemán, portugués, ruso y español, entre otros idiomas. UNESCO hace el software disponible de manera libre para propósitos no comerciales, aunque los distribuidores cuentan con permiso para cobrar por sus gastos.
CDS/ISIS es un acrónimo de Computerised Documentation Service / Integrated Set of Information Systems (servicio de documentación computarizada / conjunto integrado de sistemas de información). En 2003 fue establecido que este paquete era aceptado por bibliotecas en países en desarrollo como un software estándar para el desarrollo de sistemas de información.
La versión original de CDS/ISIS se ejecutó en una mainframe de IBM y fue diseñado a mediados de la década de 1970 bajo la dirección de Giampaolo Del Bigio (1940-1998) para el sistema de documentación computarizada de UNESCO. Estuvo basado en el sistema interno ISIS (Integrated Set of Information Systems) en la sede de la Organización Internacional del Trabajo en Génova.
En 1985 una versión fue producida para mini y microcomputadoras programada en Pascal. Se ejecutó en una IBM PC bajo MS-DOS
. Winisis, la versión para Windows hasta su versión XP

, fue presentada en 1995, y podría ejecutarse en una sola computadora en una red de área local o en la nube de Dropbox. Los componentes de cliente y servidor en JavaISIS permiten la administración de la base de datos a través de Internet y está disponible para Windows, Linux y Macintosh. Más aún, GenISIS permite al usuario producir formularios web en HTML para búsquedas en bases de datos CDS/ISIS. ISIS_DLL provee una API para desarrollar aplicaciones basadas en CDS/ISIS. La biblioteca OpenIsis proporciona otra API para desarrollar aplicaciones basadas en CDS/ISIS con algunas mejoras.